# Lobelia longipedicellata
Lobelia longipedicellata är en klockväxtart som beskrevs av Cecil Ernest Claude Fischer. Lobelia longipedicellata ingår i släktet lobelior, och familjen klockväxter.
Artens utbredningsområde är Arunachal Pradesh. Inga underarter finns listade i Catalogue of Life.